# Romanoa tamnoides
Romanoa tamnoides är en törelväxtart som först beskrevs av Adrien Henri Laurent de Jussieu, och fick sitt nu gällande namn av Radcl.-sm.. Romanoa tamnoides ingår i släktet Romanoa och familjen törelväxter.

## Underarter
Arten delas in i följande underarter:
- R. t. sinuata
- R. t. tamnoides